# Emovaha
Emovaha är ett flyttblock i Finland.   Det ligger i Nousis kommun, Egentliga Finland, i sydvästra delen av landet, 160 kilometer väster om huvudstaden Helsingfors. Emovaha ligger 38 meter över havet.
Terrängen runt Emovaha är platt. Närmaste större samhälle är Åbo, 19,7 kilometer sydost om Emovaha. I omgivningarna runt Emovaha växer i huvudsak barrskog.